# Bahnhof Cheb

Der Bahnhof Cheb (offiziell: Železniční stanice Cheb, früher: Bahnhof Eger) ist eine dem Personen- und Güterverkehr dienende Eisenbahn-Betriebsstelle in Cheb (Eger) in Tschechien unter den Adressen Žižkova 1301/4 und náměstí Dr. Milady Horákové 1301/2. Besondere Bedeutung besitzt der Bahnhof als Eisenbahnknotenpunkt und Grenzbahnhof im Verkehr zwischen Tschechien und Deutschland.

## Geschichte
Der Bahnhof entstand 1865 als Gemeinschaftsbahnhof zwischen den Strecken der Actiengesellschaft der bayerischen Ostbahnen, der Königlich Bayerischen Staatseisenbahnen und der Voigtländischen Staatseisenbahn. Errichtet wurde der Bahnhof durch die Königlich Bayerischen Staatseisenbahnen. Erste neue Verbindungen führten nach Herlasgrün, Oberkotzau und Wiesau.

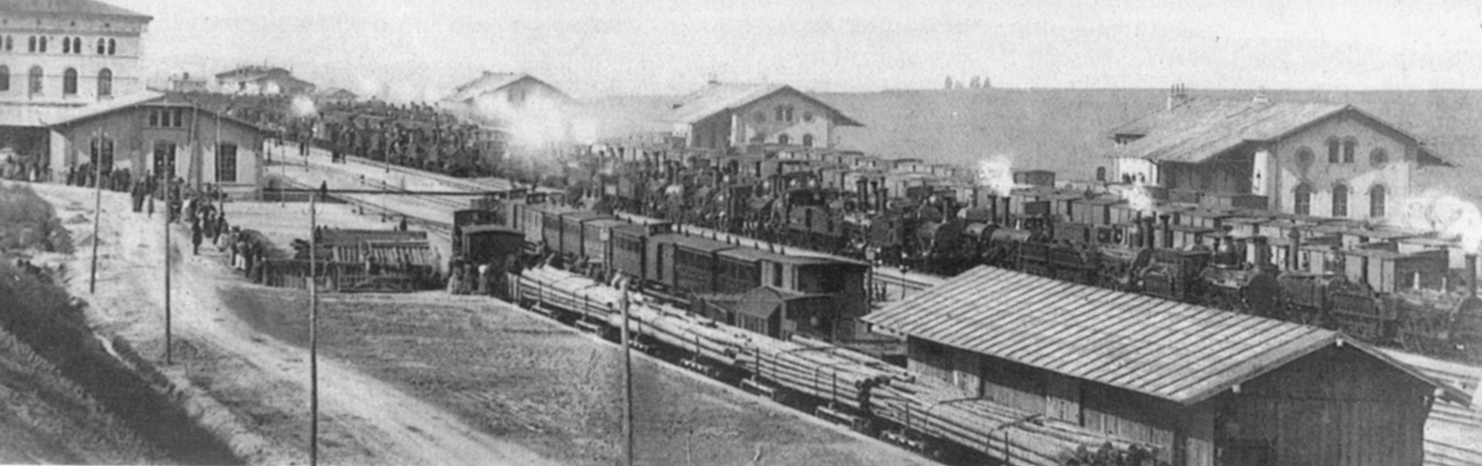
Bahnhof Eger während des Deutschen Krieges mit evakuierten sächsischen Lokomotiven („Lokomotivflucht“ von 1866)

Im Juni 1866 waren im Bahnhof Eger mehr als 140 Lokomotiven und einige tausend Wagen versammelt, die während des Deutschen Krieges vor dem Zugriff preußischer Truppen evakuiert worden waren.
In den 1870er Jahren kamen weitere Bahnstrecken hinzu, 1870 die Buschtěhrader Eisenbahn mit der Bahnstrecke Chomutov–Cheb, 1872 die Kaiser Franz-Josephs-Bahn mit der Bahnstrecke Plzeň–Cheb und 1881 die Bahnstrecke Nürnberg–Cheb. Jede Bahngesellschaft besaß eigene Anlagen und Hochbauten im Bahnhof, so waren u. a. vier verschiedene Lokschuppen vorhanden. Die Kostenteilung der Betriebskosten des Bahnhofs erfolgte nach der Achsenzahl der Züge der jeweiligen Bahngesellschaft, zuvor waren die Kosten nach Anzahl der einmündenden Strecken berechnet worden. Zahlreiche Sonderregelungen zwischen den einzelnen Gesellschaften vereinfachten etwas den komplizierten Betrieb auf dem Gemeinschaftsbahnhof.
1865 bestanden die Bahnhofsanlagen aus zehn Gleisen und vier Bahnsteigen, später wurde der Bahnhof bei steigenden Transportzahlen mehrfach ausgebaut. 

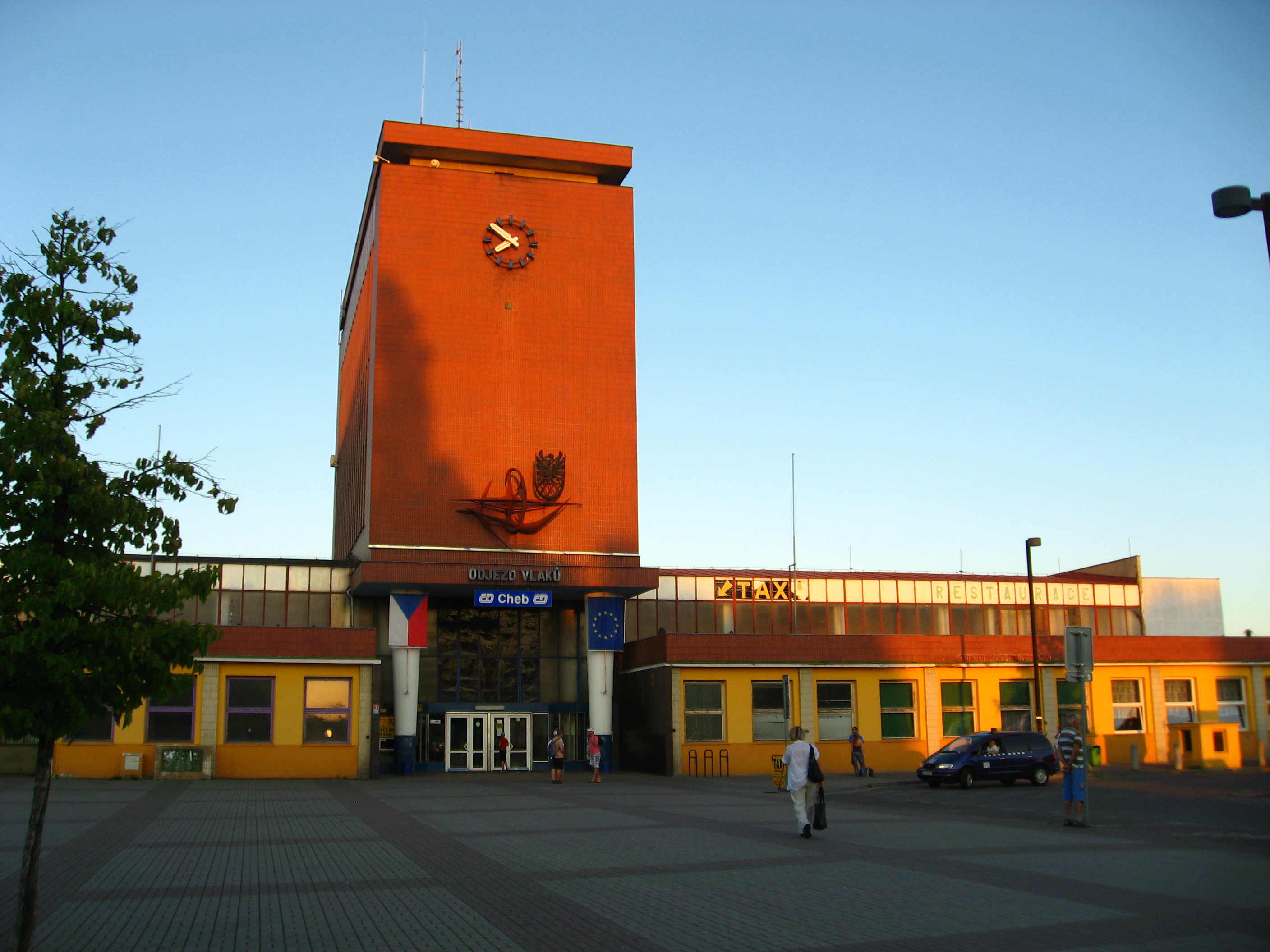
Empfangsgebäude von der Straßenseite (2009)

Nach der Gründung der Tschechoslowakei infolge des Ersten Weltkrieges erhielt der Bahnhof offiziell den tschechischen Namen „Cheb“. Aufgrund  der Lage in einem mehrheitlich deutschsprachigen Gebiet blieb jedoch auch die bisherige deutsche Bahnhofsbezeichnung erhalten. Alle Bahnhofsbeschilderungen waren fortan zweisprachig.
Bei einem Luftangriff am 8. April 1945 wurden große Teile des Bahnhofs schwer beschädigt.
Aufgrund der Bestimmungen nach dem Zweiten Weltkrieg musste der jeweilige Staat die Betriebsführung auf seinem Territorium übernehmen, der Sonderstatus des Bahnhofs mit der Betriebsführung durch die Deutsche Reichsbahn endete damit. Die Československé státní dráhy übernahm den Bahnhof 1946. Fortan galt nur noch der tschechische Bahnhofsname Cheb.
Bis 1962 waren auf dem Bahnhofsgelände durch die komplizierten Betriebsverhältnisse keine fernbedienten Weichen vorhanden, alle Weichen wurden vor Ort per Hand gestellt. In den 1970er Jahren wurde das im Zweiten Weltkrieg zerstörte Empfangsgebäude durch einen Neubau ersetzt.
Durch einen Lückenschluss auf der Strecke Cheb-Oberkotzau ist heute die durchgängige Fahrt von Cheb nach Hof wieder möglich.